# Engallmygga
Engallmygga, Oligotrophus panteli är en tvåvingeart som beskrevs av Jean-Jacques Kieffer 1898. Engallmygga ingår i släktet Oligotrophus och familjen gallmyggor, Cecidomyiidae. Arten är reproducerande i Sverige. Inga underarter finns listade i Catalogue of Life.